# Ebo pepinensis
Ebo pepinensis är en spindelart som beskrevs av Willis J. Gertsch 1933. Ebo pepinensis ingår i släktet Ebo och familjen snabblöparspindlar. Inga underarter finns listade i Catalogue of Life.